# Чемпіонат України з футболу серед аматорів 2010
Чемпіонат України з футболу серед аматорів 2010 — 14-ий чемпіонат України серед аматорів. Розпочався 12 травня 2010 року.
У чемпіонаті беруть участь 14 команд, розбитих на 3 групи.
| 1 група | 2 група | 3 група |
| --- | --- | --- |
| 1. «Верест-ІНАПІК» (Дунаївці) 2. «Звягель-750» (Новоград-Волинський) 3. ОДЕК (Оржів) 4. ФК «Тернопіль» (Тернопіль) 5. «Топільче» (Тернопіль) | 1. «Єдність-2» (с.Плиски) 2. «Локомотив» (Куп'янськ) 3. «УкрАгроКом» (с.Головківка) 4. «Хіммаш» (Коростень) | 1. «Електрометалург-НЗФ» (Нікополь) 2. «Енергія» (Нова Каховка) 3. «Мир» (с.Горностаївка) 4. «Олімпік» (Кіровоград) 5. «Торпедо» (Миколаїв) |

## Груповий етап

### Група 1

#### Результати
| Команда         | ВЕР | ЗВЯ | ОДЕ | ТЕР | ТОП |
| --------------- | --- | --- | --- | --- | --- |
| «Верест-ІНАПІК» |     | 0:3 | 1:4 | −:+ | 3:0 |
| «Звягель-750»   | 5:0 |     | 5:0 | 2:3 | +:− |
| ОДЕК            | +:− | 2:2 |     | 0:0 | 8:0 |
| ФК «Тернопіль»  | 3:0 | 4:1 | 3:0 |     | 3:1 |
| «Топільче»      | 3:0 | 1:8 | −:+ | 0:3 |     |

#### Турнірна таблиця
| М | Команда         | І | В | Н | П | РМ    | О  |
| - | --------------- | - | - | - | - | ----- | -- |
| 1 | ФК «Тернопіль»  | 8 | 7 | 1 | 0 | 19−4  | 22 |
| 2 | «Звягель-750»   | 8 | 5 | 1 | 2 | 26−10 | 16 |
| 3 | ОДЕК            | 8 | 4 | 2 | 2 | 14−11 | 14 |
| 4 | «Верест-ІНАПІК» | 8 | 1 | 0 | 7 | 4−18  | 3  |
| 5 | «Топільче»      | 8 | 1 | 0 | 7 | 5−25  | 3  |

### Група 2

#### Результати
| Команда     | ЄДН | ЛОК | УКР | ХІМ |
| ----------- | --- | --- | --- | --- |
| «Єдність-2» |     | 2:0 | 4:0 | 3:0 |
| «Локомотив» | 1:0 |     | 3:0 | 3:2 |
| «УкрАгроКом | 3:2 | 0:2 |     | 1:1 |
| «Хіммаш»    | 3:1 | 0:2 | 2:3 |     |

#### Турнірна таблиця
| М | Команда     | І | В | Н | П | РМ   | О  |
| - | ----------- | - | - | - | - | ---- | -- |
| 1 | «Локомотив» | 6 | 5 | 0 | 1 | 11−4 | 15 |
| 2 | «Єдність-2» | 6 | 3 | 0 | 3 | 12−7 | 9  |
| 3 | «УкрАгроКом | 6 | 2 | 1 | 3 | 7−14 | 7  |
| 4 | «Хіммаш»    | 6 | 1 | 1 | 4 | 8−13 | 4  |

### Група 3

#### Результати
| Команда               | ЕЛЕ | ЕНЕ | МИР | ОЛІ | ТОР |
| --------------------- | --- | --- | --- | --- | --- |
| «Електрометалург-НЗФ» |     | 2:2 | 0:1 | 5:0 | 7:2 |
| «Енергія»             | 2:0 |     | 2:1 | 2:0 | 0:0 |
| «Мир»                 | 2:0 | 3:2 |     | 4:0 | 3:1 |
| «Олімпік»             | 2:1 | 2:0 | 0:1 |     | 1:3 |
| «Торпедо»             | 4:1 | 1:0 | 3:1 | 5:2 |     |

#### Турнірна таблиця
| М | Команда               | І | В | Н | П | РМ    | О  |
| - | --------------------- | - | - | - | - | ----- | -- |
| 1 | «Мир»                 | 8 | 6 | 0 | 2 | 16−8  | 18 |
| 2 | «Торпедо»             | 8 | 5 | 1 | 2 | 19−15 | 16 |
| 3 | «Енергія»             | 8 | 3 | 2 | 3 | 10−9  | 11 |
| 4 | «Електрометалург-НЗФ» | 8 | 2 | 1 | 5 | 16−15 | 7  |
| 5 | «Олімпік»             | 8 | 2 | 0 | 6 | 7−21  | 6  |

## Фінальний етап
Матчі проходили в смт. Новотроїцьке, селищах Горностаївка та Громівка Новотроїцького району в період з 14 по 19 вересня 2010 року.

### Група А
| # | Клуб                    | МИР | ОДЕ | ЛОК | І | В | Н | П | М     | О |
| - | ----------------------- | --- | --- | --- | - | - | - | - | ----- | - |
| 1 | «Мир» (Горностаївка)    |     | 2:2 |     | 2 | 1 | 1 | 0 | 6 - 3 | 4 |
| 2 | ОДЕК (Оржів)            |     |     | 3:0 | 2 | 1 | 1 | 0 | 5 - 2 | 4 |
| 3 | «Локомотив» (Куп'янськ) | 1:4 |     |     | 2 | 0 | 0 | 2 | 1 - 7 | 0 |

### Група Б
| # | Клуб                                | ЗВЯ | ЄДН | ТОР | ТЕР | І | В | Н | П | М      | О |
| - | ----------------------------------- | --- | --- | --- | --- | - | - | - | - | ------ | - |
| 1 | «Звягель-750» (Новоград-Волинський) |     |     |     | 3:0 | 3 | 3 | 0 | 0 | 9 - 4  | 8 |
| 2 | «Єдність-2» (Плиски)                | 2:3 |     | 2:0 |     | 3 | 2 | 0 | 1 | 10 - 4 | 6 |
| 3 | «Торпедо» (Миколаїв)                | 2:3 |     |     | 3:0 | 3 | 1 | 0 | 2 | 5 - 5  | 3 |
| 4 | ФК «Тернопіль»                      |     | 1:6 |     |     | 3 | 0 | 0 | 3 | 1 - 12 | 0 |

|  | — Фіналісти. |  | — Бронзові призери. |

## Фінал
| 19 вересня 2010 р. 15:00 |

| «Мир» (Горностаївка)    | 2:0      | «Звягель-750» (Новоград-Волинський) |
| ----------------------- | -------- | ----------------------------------- |
| Жигалов 24' Доценко 57' | протокол |                                     |

| Горностаївка, «Затис» Глядачів: 1 100 Арбітр: О. Руденко (Одеса) |

| Чемпіон України з футболу серед аматорів 2010 |
| --------------------------------------------- |
| «Мир» (Горностаївка) Вперше                   |